# 山田正三
山田 正三（やまだ しょうぞう、1882年〈明治15年〉12月20日 - 1949年〈昭和24年〉1月6日）は、日本の法学者。専門は民事訴訟法。法学博士。京都帝国大学名誉教授。京都帝国大学法学部長。衆議院議員山田喜之助の異母弟。雉本朗造門下。弟子に中田淳一、小野木常など。

## 経歴
大阪府大阪市生まれ。山田八郎兵衛の四男。幼い頃東京市に転住、同地に於て初等教育及び中等教育を終えた。1906年、金沢の第四高等学校を卒業した。1909年、京都帝国大学法科大学独法科を卒業した。大学院に進んだが司法官試補となって1910年7月14日、大学院を退学した。
1911年、兄・喜之助方より分家して一家を創立した。1911年11月10日、京都帝国大学法科大学の講師を嘱託された。1912年4月、判事に任官（京都地方裁判所詰）。同年6月、京都帝国大学法科大学助教授に就任（判事と兼任）。のち教授に昇進した。1943年、退官した。

## 人物
正三の口調は「東京育ちのべらんめえ調」であった。住所は京都府京都市上京区寺町通今出川上る。京都在籍。
正三は、異母兄・喜之助が東京府人鈴木こととの間にもうけた娘の麟子を自分の養子にしたうえ、熊谷得之助の三男・達之助に嫁がせた。熊谷得之助は、喜之助の父・富三郎の弟・得兵衛（得三）の子である。

## 家族・親族
山田家

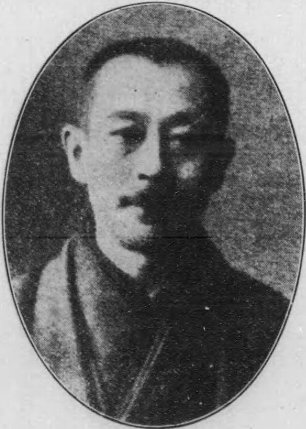
異母兄・山田喜之助

- 父・八郎兵衛（旧名は行沢富三郎[3]、桜井屋の家付きの一人娘で、異母兄・喜之助の実母・志ようの婿、砂糖商） - 住所は大阪府大阪市東区瓦町[3]。
- 異母兄・喜之助（1859年 - 1913年、弁護士、衆議院議員[7]） - 住所は東京市牛込区市谷薬王寺前町。
- 妻・いと（1889年 -1959年 、井上毅の三女）[1][3]
- 長男[3]
- 長女[3]
- 養子・麟子（1906年 - ?、異母兄・喜之助が東京府人鈴木こととの間にもうけた娘で、砂糖商・熊谷得兵衛の三男・達之助に嫁ぐ）[3]
- 甥・作之助（1896年 - 1995年、弁護士、裁判官）
  - 同長男・弘之助（1926年 - 1990年、弁護士）

親戚
- 井上毅（官僚、政治家）
- 井上匡四郎（鉱山学者、政治家）
- 岡松参太郎（法学者）
- 熊谷順之助（砂糖商、京都府多額納税者）[6]
- 小林俊三（弁護士、裁判官）